# Sant'Apollonia

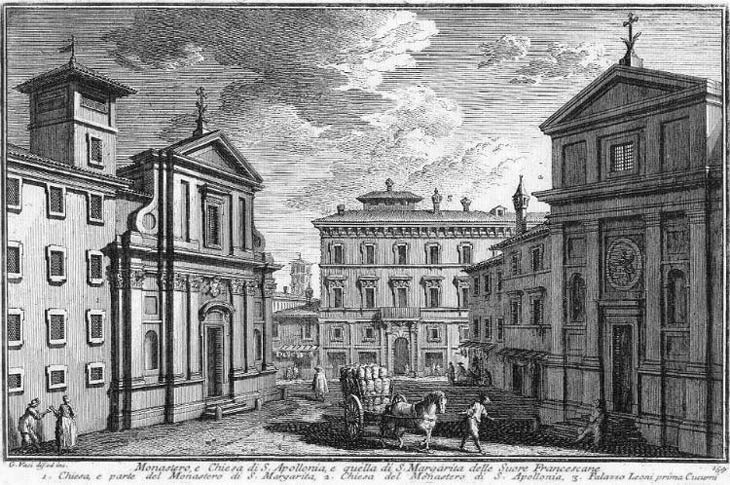
Vista da Piazza di Sant'Apollonia numa gravura de Giuseppe Vasi (1758). A igreja Sant'Apollonia é a da direita. Do outro lado da rua está Santa Margherita in Trastevere e no fundo, o Palazzo Leoni Pizzirani.

Sant'Apollonia era uma igreja de Roma que ficava localizada na moderna Piazza di Sant'Apollonia, no rione Trastevere. Era dedicada a Santa Apolônia, uma virgem de Alexandria que foi martirizada no fogo depois depois de ter tido seus dentes arrancados.

## História
Em 1582, uma igreja e um mosteiro foram construídos no local onde ficava o palácio de Paluzza Pierleoni ficava para acomodar freiras da Ordem Terceira de São Francisco. Elas também cuidavam da antiga igreja de San Cristoforo, que foi demolida logo depois. A nova igreja foi consagrada em 12 de maio de 1594. Em 1798, logo depois da invasão francesa, o edifício do mosteiro foi utilizado como quartel das tropas invasoras. Posteriormente, o complexo do mosteiro foi adquirido pelo marquês Andosilla, que pretendia doá-lo à "Congregação do Sagrado Coração". Porém, o edifício foi considerado pequeno. Em 1873, três anos depois da captura de Roma, o mosteiro foi expropriado pelo estado italiano, que demoliu a igreja em 1888 e construiu no local um edifício residencial. Durante as obras, os corpos que estavam no cemitério anexo da igreja foram descobertos.

## Descrição

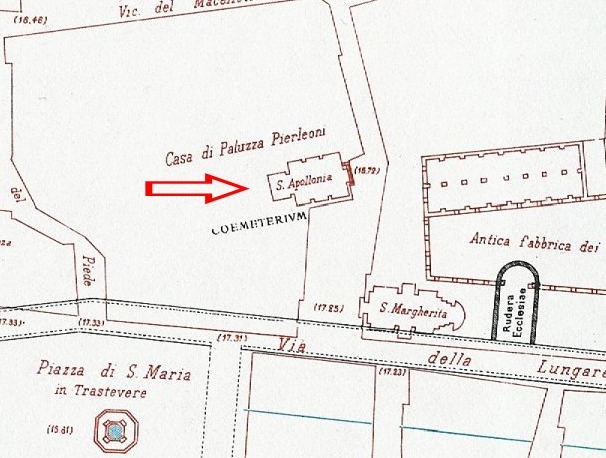
Mapa de Rodolfo Lanciani (1893-1901) mostrando a posição da igreja. A vista da gravura de Vasi foi tomada de um ponto acima e a à direita da igreja (ou seja, olhando de cima pra baixo).

O portal da igreja ficava no alto de três degraus e se abria numa fachada de estuque com duas pilastras de cada lado e um nicho acima da porta onde estava um afresco de Santa Apolônia; na arquitrave estava a inscrição "ECCLESIA S. CLARAE ET S. APOLLONIAE V. ET M.". O interior contava com um altar-mor e quatro altares laterais, dois de cada lado. Eles eram dedicados a Imaculada Conceição, a Santíssima Trindade, a São Pedro de Alcântara e a São Cristóvão. A peça de altar principal era "Santa Apolônia com São Francisco e Santa Clara", padroeiros dos franciscanos. A igreja também preservava diversas relíquias de santos recuperadas em 1602, durante o pontificado do papa Clemente VIII, do "Cemitério de Ciríaco" e da Catacumba de Calisto.